# Chloe Bridges

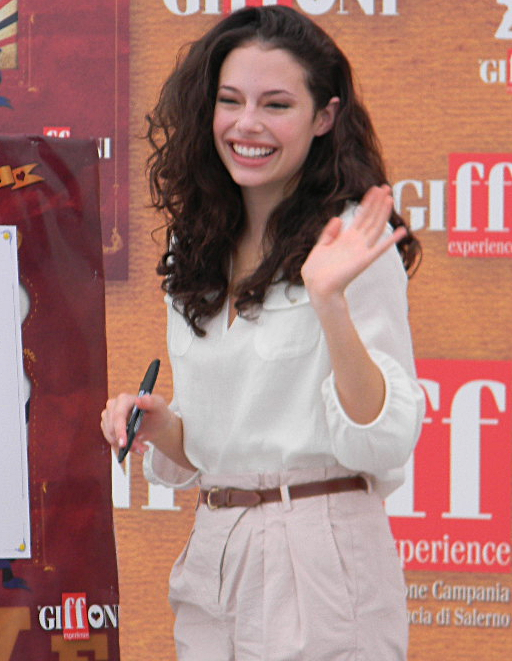
Chloe Bridges (2010)

Chloe Bridges (* 27. Dezember 1991 in Thibodaux, Louisiana als Chloe Suazo) ist eine US-amerikanische Schauspielerin, Sängerin und Pianistin.

## Leben
Ihre Karriere begann Chloe Bridges in der Serie Freddie als Zoey. Im Jahr 2009 war sie in dem Film Natürlich blond 3 – Jetzt geht’s doppelt weiter zu sehen. 2010 hatte sie dann in Camp Rock 2: The Final Jam die Rolle der Dana Turner inne, welche ihr zu Bekanntheit verhalf. Zwischen 2011 und 2012 folgten Auftritte in Fernsehserien wie 90210, Suburgatory und New Girl. Von Januar 2013 bis Januar 2014 war sie in dem Prequel zur Fernsehserie Sex and the City, The Carrie Diaries, als Donna LaDonna zu sehen. Nach dem Ende der Serie spielt sie in der fünften und siebten Staffel von Pretty Little Liars eine wiederkehrende Nebenrolle als Sydney Driscoll.
Von 2010 bis 2012 war sie mit Cody Linley liiert.

## Filmografie (Auswahl)
- 2005–2006: Freddie (Fernsehserie, 21 Episoden)
- 2006: George Lopez (Fernsehserie, Episode 5x19)
- 2008: The Longshots
- 2008: Out of Jimmy’s Head (Fernsehserie, Episode 1x18)
- 2009: Forget Me Not – Vergessen ist tödlich (Forget Me Not)
- 2009: Natürlich blond 3 – Jetzt geht’s doppelt weiter (Legally Blondes)
- 2010: Camp Rock 2: The Final Jam (Fernsehfilm)
- 2011: Worst. Prom. Ever. (Fernsehfilm)
- 2011: 90210 (Fernsehserie, 3 Episoden)
- 2011: Suburgatory (Fernsehserie, Episode 1x05)
- 2012: New Girl (Fernsehserie, Episode 1x21)
- 2013: Family Weekend
- 2013: Mother – Sie schlägt zurück (Social Nightmare)
- 2013–2014: The Carrie Diaries (Fernsehserie, 22 Episoden)
- 2014–2017: Pretty Little Liars (Fernsehserie, 10 Episoden)
- 2014: Sexcoach (Mantervention)
- 2015: The Final Girls
- 2015: Nightlight
- 2015: Rizzoli & Isles (Fernsehserie, Episode 6x08)
- 2015–2016: Faking It (Fernsehserie, 5 Episoden)
- 2016: The Grinder (Fernsehserie, Episode 1x20)
- 2016: Adam DeVine’s House Party (Fernsehserie, Episode 3x06)
- 2016: Mike and Dave Need Wedding Dates
- 2017: Daytime Divas (Fernsehserie, 10 Episoden)
- 2017: Life Boat (Kurzfilm)
- 2018: Little Bitches
- 2018: Game Over, Man!
- 2018–2019: Insatiable (Fernsehserie, 5 Episoden)
- 2019: Charmed (Fernsehserie, 2 Episoden)
- 2019: Airplane Mode
- 2019: The Rookie (Fernsehserie, Episode 2x08)
- 2020: Schooled (Fernsehserie, 2 Episoden)
- 2020: Browse
- 2021: Love, for Real (Fernsehfilm)
- 2022: The Righteous Gemstones (Fernsehserie, 2 Episoden)
- 2022: Maggie (Fernsehserie, 13 Episoden)

## Videos
- 2009: in Demi Lovatos Musik-Video – Remember December
- 2017: in Highly Suspects Musik-Video – My Name Is Human